# Atrax (Gattung)
Die Gattung Atrax zählt zur Familie der Australischen Trichternetzspinnen (Atracidae) aus der Ordnung der Webspinnen. Die Gattung setzt sich aus drei Arten zusammen, von denen die Sydney-Trichternetzspinne (A. robustus) die bekannteste ist. Alle drei Arten sind im Südosten Australiens verbreitet und gelten aufgrund ihrer starken Gifte, die auch bei einem erwachsenen Menschen lebensbedrohliche Komplikationen auslösen können, zu den sogenannten Giftspinnen.

## Merkmale

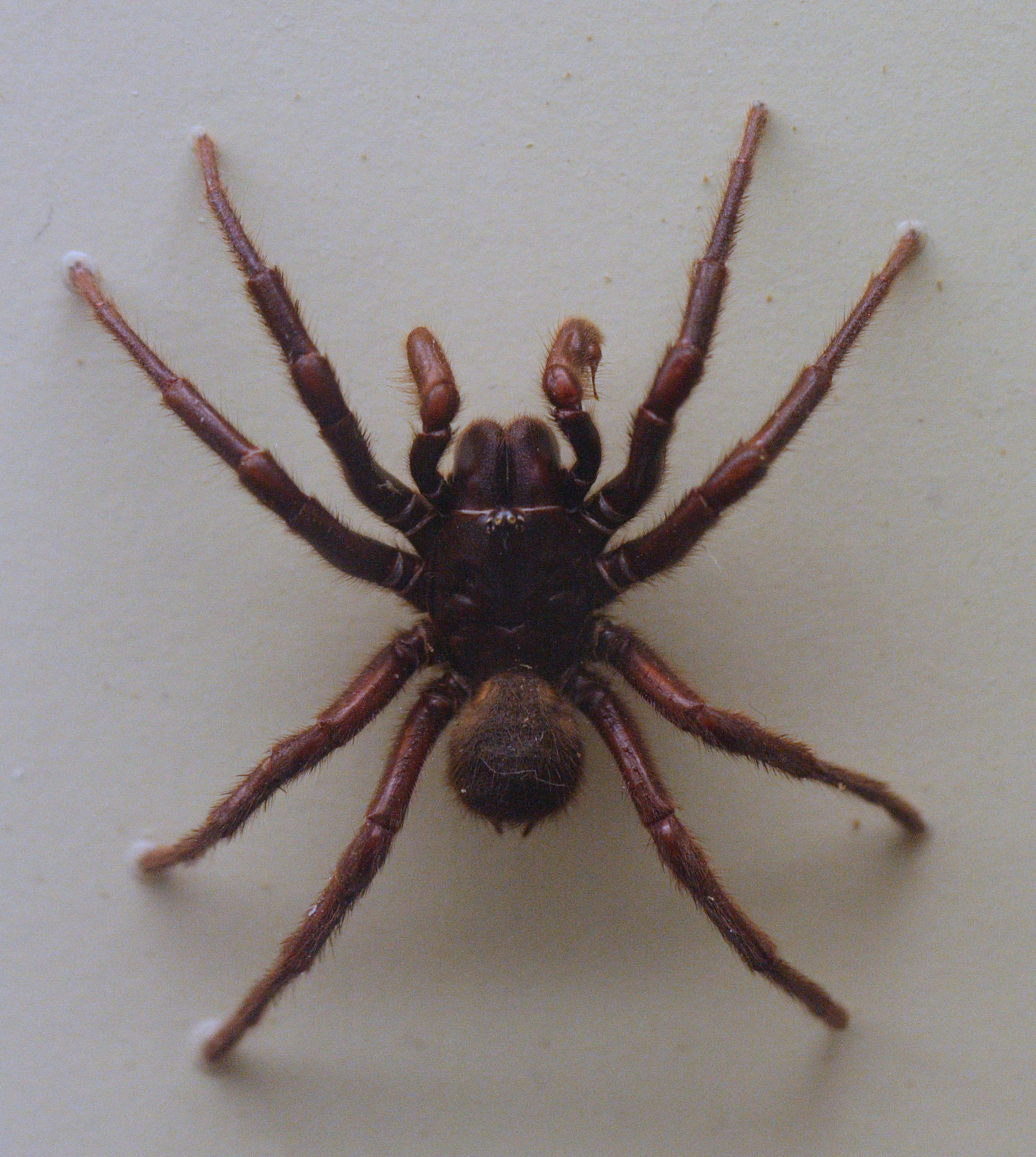
Männchen von Atrax yorkmainorum, Museumsexemplar im Australian Museum.

Bei den Arten der Gattung Atrax handelt es sich um vergleichsweise kleine bis mittelgroße Vertreter der Australischen Trichternetzspinnen (Atracidae). Ihr Körperbau ist dem der verwandten Gattungen innerhalb der Familie sehr ähnlich. Der Carapax (Rückenschild des Prosomas, bzw. Vorderkörpers) ist länger als breit, während der kephale (am Kopf gelegene) Bereich vergleichsweise schwach angehoben und auf der Stirnseite schmal ist. Die Klauenglieder der Cheliceren (Kieferklauen) erscheinen schmal und V-förmig. Auf der basalen (an der Basis gelegenen) Hälfte der Klauenglieder befindet sich je eine kurze Reihe Zähne. Eine weitere lateromarginale (seitlich am Rand gelegene) Zahnreihe auf beiden Klauengliedern verläuft dort jeweils über die gesamte Länge. Das Labium (sklerotisierte, bzw. gehärtete Platte zwischen den Maxillen an der Vorderseite des Sternums) ist eher kurz. Das Sternum (Brustschild des Prosomas) selbst ist eiförmig bis schmal eiförmig. Das apikale (von der Körpermitte entfernt liegende) Segment der posterolateralen (seitlichen hinteren) Spinnwarzen ist relativ lang und erscheint fingerförmig.

### Sexualdimorphismus

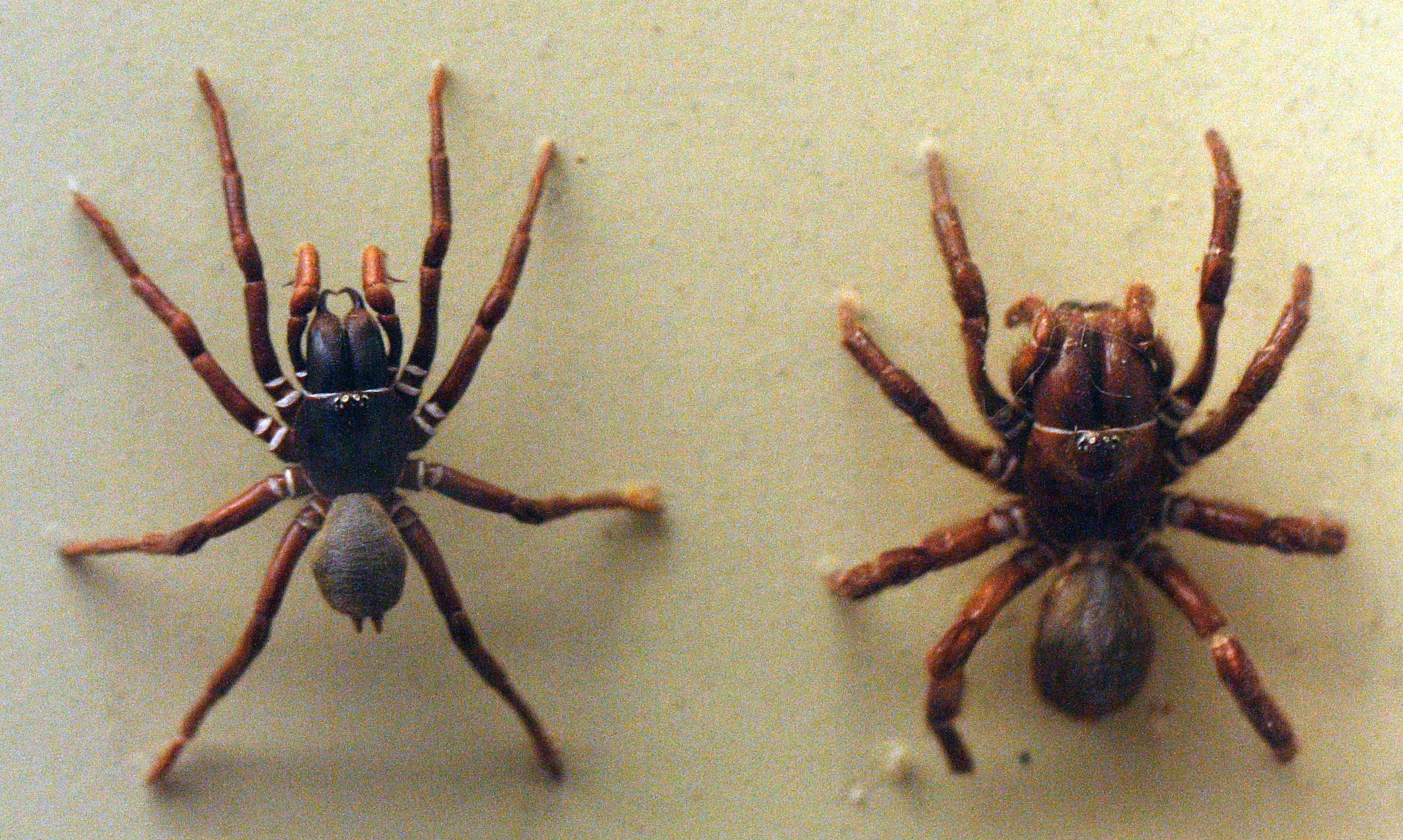
Männchen (links) und Weibchen von Atrax sutherlandi im Vergleich, Museumsexemplare im Australian Museum.

Zwischen den Weibchen und den Männchen der Gattung Atrax besteht, wie bei vielen Spinnen, ein ausgeprägter Sexualdimorphismus. So weisen die Femora (Schenkel) der beiden vorderen Beinpaare der Männchen jeweils dorsale Stacheln auf. Die Metatarsen (Fersenglieder) des zweiten Beinpaars verlaufen bei ihnen gewunden und sind proximoventral (seitlich zur Körpermitte gelegen) konkav geformt, während sie median (mittig) je eine ventrale (untere) Apophyse (Fortsatz) aufweisen. Außerdem haben die Pedipalpen (umgewandelte vordere Extremitäten des Männchens) Patellae (Glieder zwischen den Femora und Tibien, bzw. Schienen), deren Breite geringer oder identisch mit der der Femora ist. Den Weibchen fehlen all diese Eigenschaften.

### Genitalmorphologische Merkmale
Ein einzelner Bulbus (männliches Geschlechtsorgan) der Gattung Atrax ist innerhalb der Familie der Australischen Trichternetzspinnen durch seinen langen, schlanken und gebogenen Embolus (drittes und letztes Sklerit, bzw. Hartteil des Bulbus) charakterisiert. Das Verhältnis zwischen Länge und Breite beläuft sich bei ihm auf 0,06 bis 0,08. Die Säcke der Spermatheken (Samentaschen) der Weibchen der Gattung erscheinen schmal und länglich.

### Differenzierungen zu anderen Australischen Trichternetzspinnen

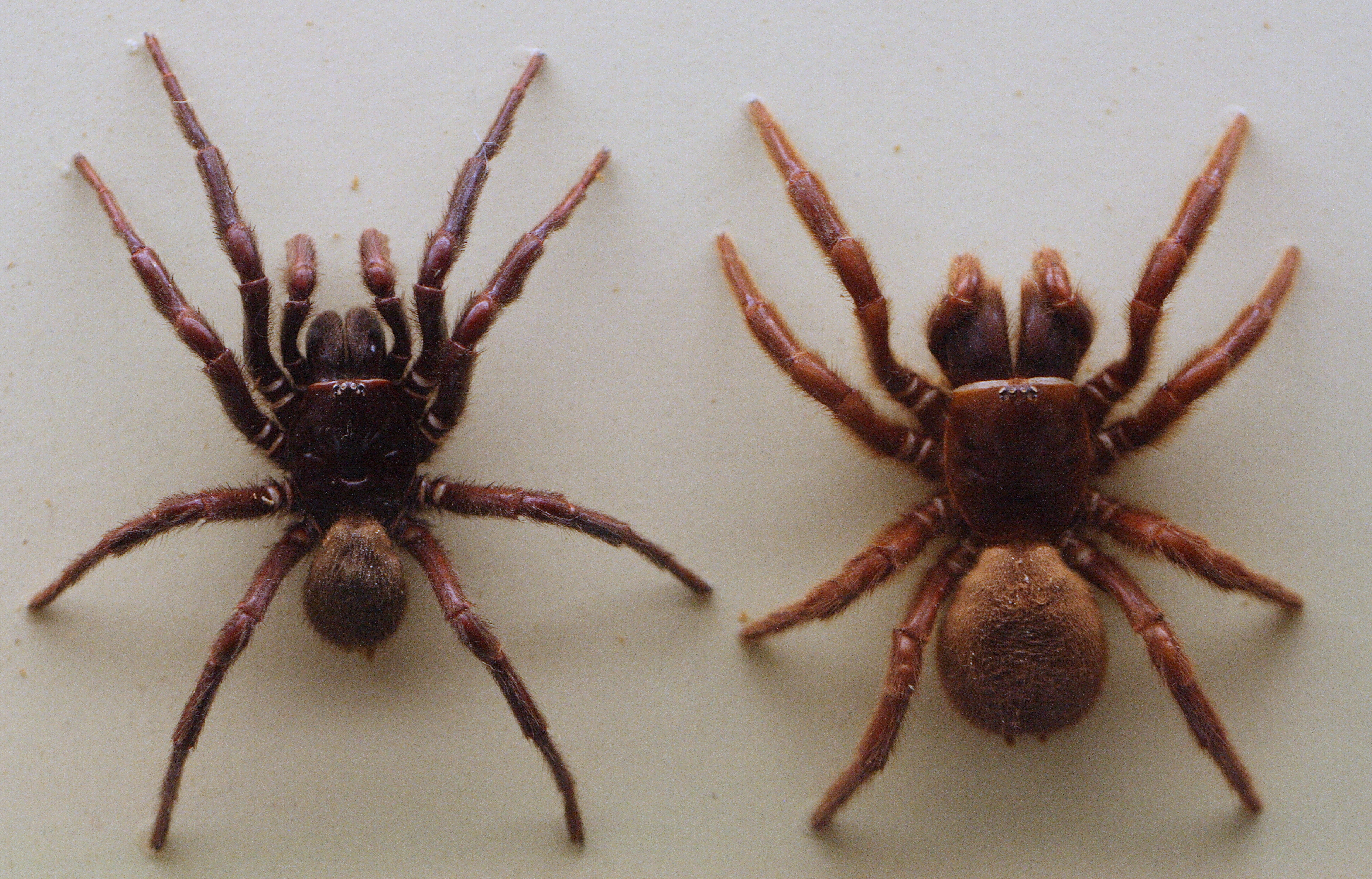
Männchen (links) und Weibchen von Hadronyche formidabilis, Museumsexemplare im Australian Museum.

Vom Erscheinungsbild her ähneln einander alle Australischen Trichternetzspinnen einschließlich der Gattung Atrax. Daher sind Verwechslungen mit anderen Gattungen möglich. Bei Illawarra wisharti, der einzigen Art der monotypischen Gattung Illawara ist zwar der Carapax ebenfalls leicht erhöht, vorne jedoch verschmälert. Das Basalsegment der Cheliceren ist bei der Art schwächer ausgebildet als bei denen der Gattung Atrax. Die zentralen Zahnreihen an den Cheliceren sind hier überdies kürzer und jeweils basal angelegt. Das Labium fällt bei I. wisharti deutlich kürzer aus, was ebenso auf die posterolateralen Spinnwarzen zutrifft. Den Männchen der Art fehlen die bei denen der Gattung Atrax ausgeprägten Modifizierungen der Tibien am zweiten Beinpaar, während die Tarsen der beiden vorderen Beinpaare je eine median angelegte und ventral verlaufende Stachelreihe sowie zwei laterale Stachelreihen pro Tarsus aufweisen.
Bei der Gattung Hadronyche erscheint der Kopfbereich mäßig bis stark erhoben und frontal verbreitert. Die Basisglieder der Cheliceren sind hier außerdem kräftiger gebaut. Die zentralen Zahnreihen an den Cheliceren können bei der Gattung Hadronyche entweder lang oder kurz sein, ebenso das Labium. Bei den Männchen der Gattung haben die Tibien des zweiten Beinpaars entweder keinerlei Abwandlungen oder je eine abgerundete Apophyse bzw. Verdickung. Den Tarsen des ersten und zweiten Beinpaars der Männchen fehlen die median angelegten und ventral verlaufenden Stachelreihen.

## Verbreitung und Lebensweise

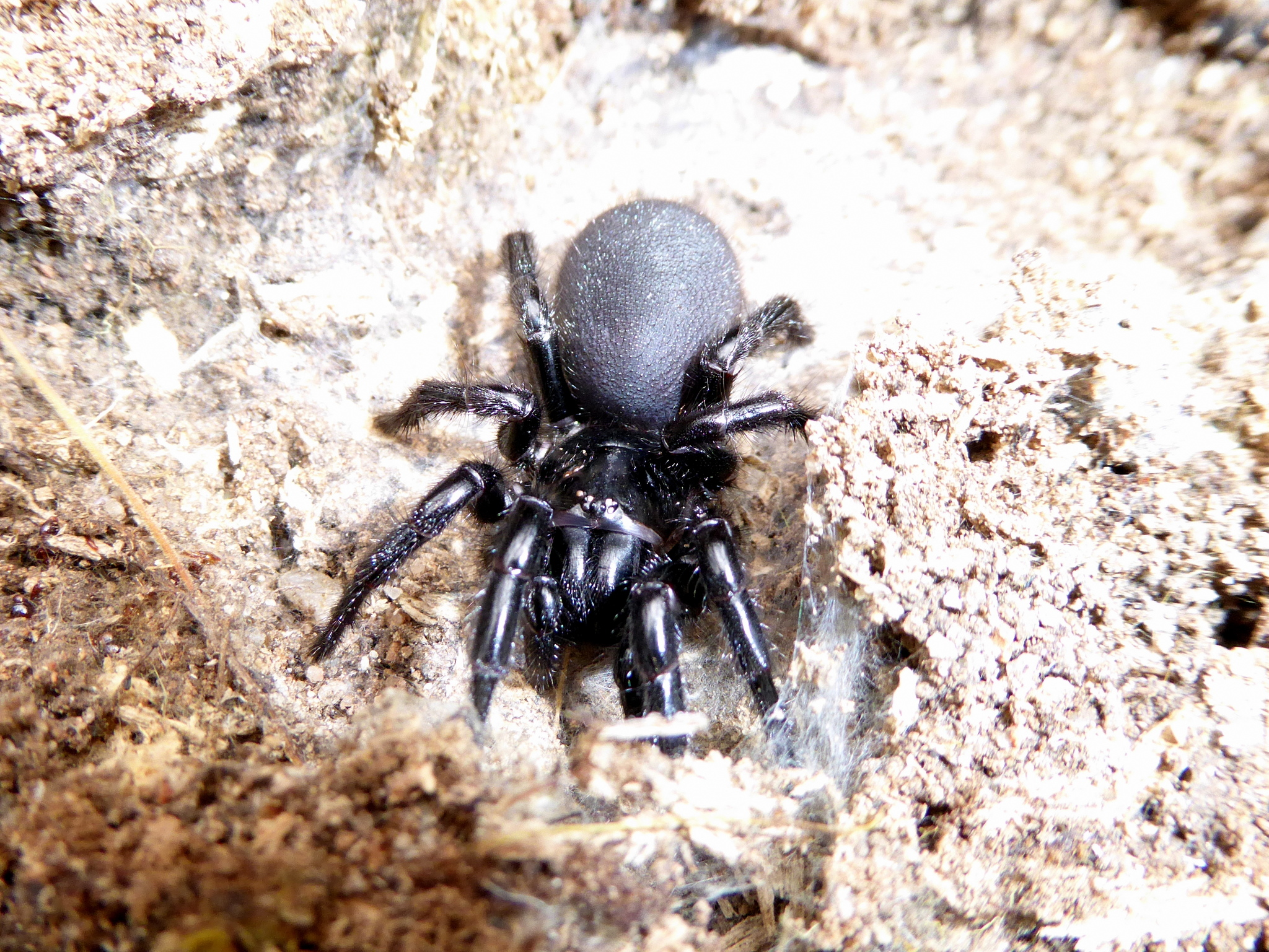
Weibchen der Gattung Atrax auf seinem Wohngespinst

Die Gattung Atrax kommt an der Südostküste Australiens und im australischen Hochland vor, wobei das Verbreitungsgebiet von der Umgebung des Hunter Rivers im australischen Bundesstaats New South Wales bis zum Osten des Staates Victoria reicht. Die Arten der Gattung legen wie alle Australischen Trichternetzspinnen (Atracidae) mit einem Gespinst ausgekleidete Wohnröhren an, wobei die Spinnseide hier eher spärlich angewandt wird und das gesamte Gespinst somit oft unvollständig oder undeutlich erscheint. Im Regelfall legen die Spinnen diese Unterschlüpfe unter Felsen und Baumstämmen an.

## Systematik
Die Systematik der Gattung Atrax erfuhr mehrfach Änderungen. Der Gattungsname rührt vermutlich von der gleichnamigen Figur Atrax der griechischen Mythologie. Die Typusart der Gattung ist die Sydney-Trichternetzspinne (A. robustus).

### Beschreibungsgeschichte
Die Gattung Atrax wurden bei ihrer Erstbeschreibung 1877 vom Autor Octavius Pickard-Cambridge zu den Doppelschwanzspinnen (Dipluridae) gerechnet. Robert John Raven transferierte die Gattung zur Familie der Röhrenvogelspinnen (Hexathelidae), ehe Marshal Hedin sie 2018 zu den Australischen Trichternetzspinnen (Atracidae) zuordnete, die er wieder in den Familienstatus erhob und die zuvor unter der Bezeichnung Atracinae als Unterfamilie der Röhrenvogelspinnen galt.

### Arten
Die Gattung Atrax umfasst 3 Arten. Diese und ihre geographischen Verbreitungen sind:
- Sydney-Trichternetzspinne (A. robustus O. Pickard-Cambridge, 1877) – Australien (New South Wales)
- A. sutherlandi Gray, 2010 – Australien (New South Wales, Victoria)
- A. yorkmainorum Gray, 2010 – Australien (New South Wales, Australian Capital Territory)

#### Transferierte Arten
12 Arten galten einst als zur Gattung Atrax zugehörig, wurden jedoch mittlerweile transferiert. Die Arten sind:
- A. adelaidensis Gray, 1984 = Hadronyche adelaidensis
- A. bicolor (Rainbow, 1914) = Hadronyche versuta
- A. eyrei Gray, 1984 = Hadronyche eyrei
- A. flindersi Gray, 1984 = Hadronyche flindersi
- A. formidabilis Rainbow, 1914 = Hadronyche formidabilis
- A. infensus Hickman, 1964 = Hadronyche infensa
- A. modesta Simon, 1891 = Hadronyche modesta
- A. pulvinator Hickman, 1927 = Hadronyche pulvinator
- A. valida Rainbow & Pulleine, 1918 = Hadronyche valida
- A. venenata Hickman, 1927 = Hadronyche venenata
- A. ventricosa (Rainbow & Pulleine, 1918) = Hadronyche valida
- A. versutus Rainbow, 1914 = Hadronyche bicolor

#### Synonymisierte Arten
Zwei einstige Arten, die zuletzt zur Gattung Atrax zählten, wurden mit anderen Arten der Gattung synonymisiert und verloren somit ihren Artstatus. Diese Arten waren:
- A. montanus (Rainbow, 1914) – Synonymisiert mit der Sydney-Trichternetzspinne (A. robustus) unter Gray, 1988.
- A. tibialis (Rainbow, 1914) – Synonymisiert mit der Sydney-Trichternetzspinne, zuerst 1927 unter Musgrave und 1988 unter Gray.

### Synonymisierte Gattungen
Folgende Gattungen wurden mit der Gattung Atrax synonymisiert:
- Euctimena Rainbow, 1914 – Synonymisiert mit der Gattung Atrax unter Musgrave, 1927.
- Poikilomorphia Rainbow, 1914 – Synonymisiert mit der Gattung Atrax unter Gray, 1978.

## Bissunfälle und Giftwirkung
Die Arten der Gattung Atrax haben wie alle Australischen Trichternetzspinnen ein auch beim Menschen wirkungsvolles und in seltenen Fällen gar tödliches Gift und werden somit zu den Giftspinnen gerechnet, zumal durch das häufige Auftreten in menschlichen Siedlungsbereichen und der hohen Aggressivität dieser Spinnen die Wahrscheinlichkeit von Bissunfällen gesteigert wird. Dennoch sind wie bei allen Vertretern der Familie vor allem die Männchen, die über ein stärkeres Gift verfügen und bei der Suche nach Weibchen häufiger in Gebäude geraten, für den Menschen gefährlich. Insbesondere die Sydney-Trichternetzspinne (A. robustus) ist für Bisse mit unangenehmen Folgen bekannt und wird als eine der gefährlichsten Spinnen der Welt gewertet.